# Oranjepolder (Westland)
De Oranjepolder is een polder en voormalig waterschap in de gemeenten Maassluis en Naaldwijk, in de Nederlandse provincie Zuid-Holland.
Het waterschap was verantwoordelijk voor de drooglegging en de waterhuishouding in de polder.

## Geschiedenis
In 1644 had stadhouder Frederik Hendrik opdracht gegeven om het gebied in te polderen, wat voor die tijd honderdduizend gulden gekost heeft. In 1676 is de Oranjesluis gebouwd, in opdracht van het Hoogheemraadschap van Delfland. Tot 1920 werd deze polder beheerd door de Dienst der Domeinen, sindsdien is de grond eigendom van particulieren geweest.

## Galerij

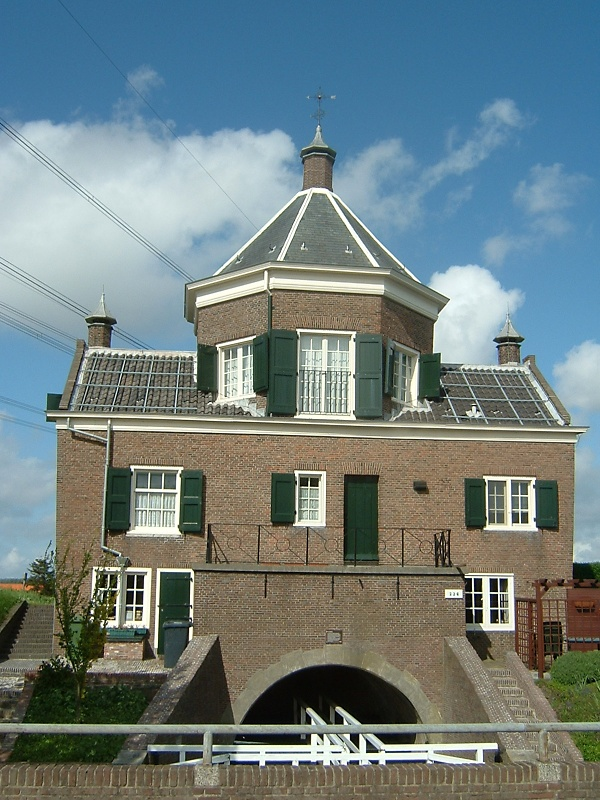
Oranjesluis uit 1676.
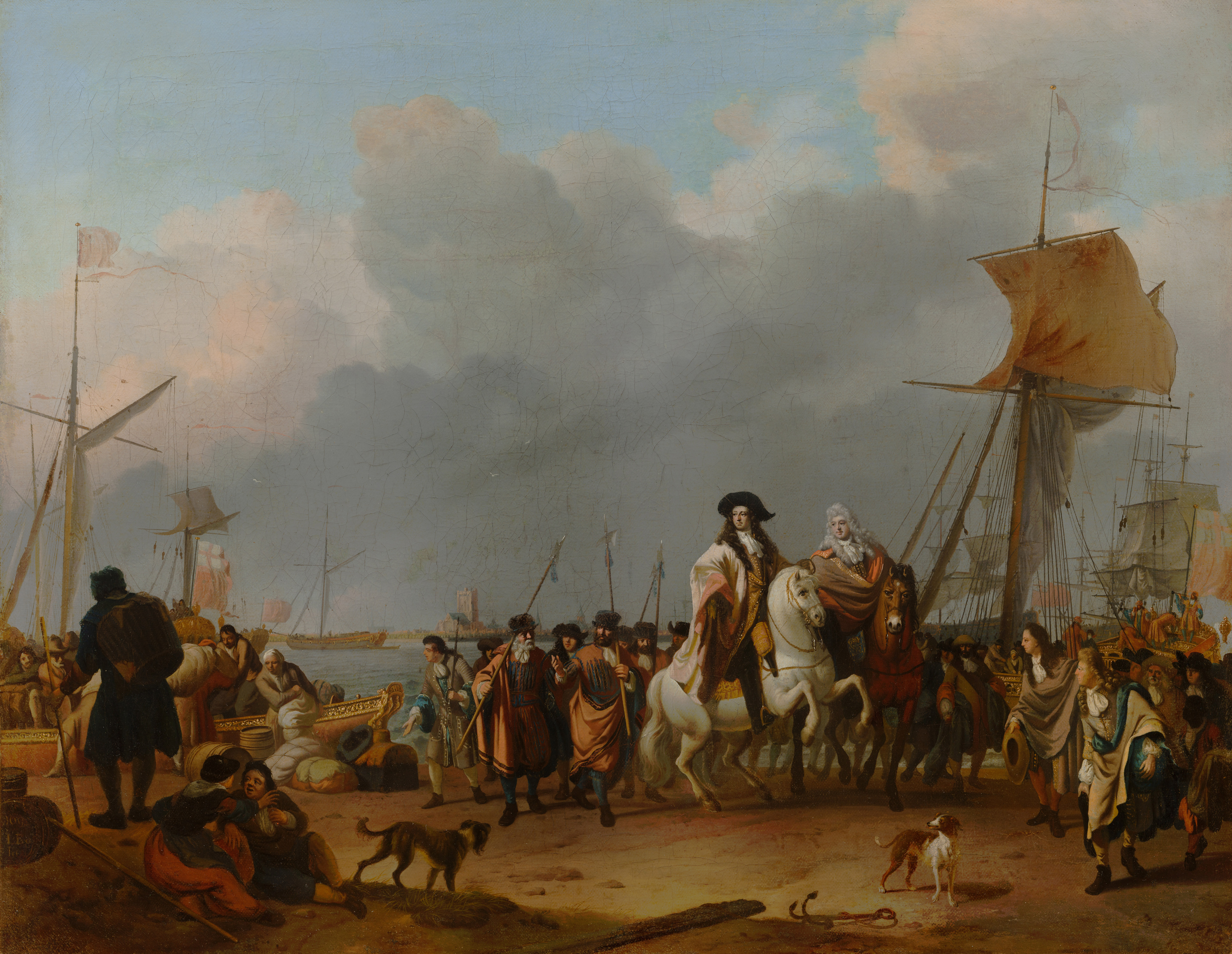
Stadhouder en koning Willem III arriveert in de Oranjepolder op 31 januari 1691